# کلیساهای سنگ‌تراش ایوانوو
کلیساهای سنگ‌تراش ایوانوو (بلغاری: Ивановски скални църкви, Ivanovski skalni tsarkvi) مجموعه‌ای از کلیساهای تک‌سنگی، نمازخانه‌ها و صومعه‌هایی هستند که درون سنگ‌های صخره‌ای تراشیده شده‌اند و کاملاً با دیگر مجموعه‌های صومعه‌ای در بلغارستان متفاوت‌اند. این کلیساها در نزدیکی روستای ایوانووو، در فاصله ۲۰ کیلومتر (۱۲ مایل) جنوب روسه، بلغارستان و بر صخره‌های مرتفع روزنسکی لوم، در ارتفاع ۳۲ متر (۱۰۵ فوت) بالاتر از رودخانه قرار دارند. این مجموعه به دلیل فرسکوهای زیبای قرون وسطایی و به‌خوبی حفظ‌شده‌اش شناخته شده است. کلیساها در داخل پارک طبیعی روسنسکی لوم واقع شده‌اند.

## تاریخچه

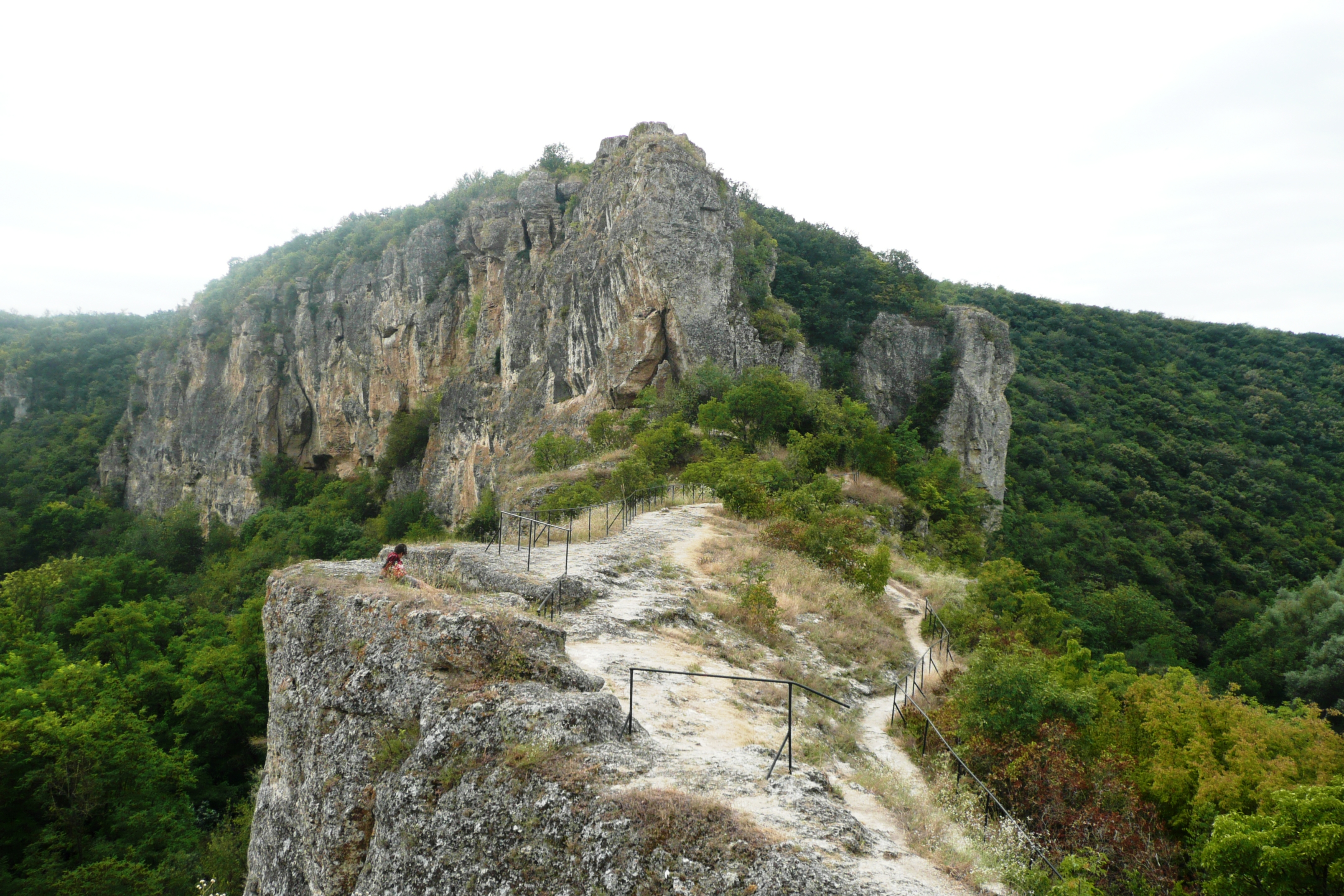
صخره‌های ایوانووو در نزدیکی مجموعه کلیساها

غارهای این منطقه از دهه ۱۲۲۰، زمانی که توسط پاتریارک بلغارستان آینده، یواخیم یکم، بنیان‌گذاری شد، تا قرن هفدهم مسکن راهبان بوده است. آن‌ها در این دوره، سلول‌های صومعه‌ای، کلیساها و نمازخانه‌هایی را در دل صخره‌ها تراشیدند. در اوج شکوفایی این مجموعه، تعداد کلیساها حدود ۴۰ باب بود و سایر فضاهای صومعه‌ای حدود ۳۰۰ مورد تخمین زده می‌شود که بیشتر آن‌ها امروزه از بین رفته‌اند.
حاکمان دومین امپراتوری بلغارستان مانند ایوان الکساندر و ایوان آسن دوم به‌طور مکرر به این مجموعه کمک‌های مالی می‌کردند، چنان‌که تصویر اهداکننده در برخی از کلیساها گواهی بر این امر است. سایر حامیان مجموعه شامل اشرافی از پایتخت ولیکو ترنوو و شهر قرون وسطایی چرون، که در قرن‌های سیزدهم و چهاردهم پیوندهای نزدیکی با این صومعه داشت، بودند. این مجموعه در قرن چهاردهم به یکی از مراکز مهم هسیچاسم در سرزمین‌های بلغارستان تبدیل شد و در نخستین سده‌های حکومت امپراتوری عثمانی بر بلغارستان همچنان به حیات خود ادامه داد، اما به‌تدریج رو به زوال رفت.
کلیساهای سنگ‌تراش ایوانووو در سال ۱۹۷۹ در فهرست میراث جهانی یونسکو ثبت شدند.

## میراث باقی‌مانده
این مجموعه صومعه‌ای بخش زیادی از شهرت خود را مدیون فرسکوهای قرن سیزدهم و چهاردهم است که در پنج کلیسا باقی مانده‌اند و به‌عنوان نمونه‌هایی برجسته از هنر قرون وسطایی بلغارستان شناخته می‌شوند. فضاهای سنگی که توسط راهبان مورد استفاده قرار می‌گرفت، شامل نمازخانه میکائیل مقدس («کلیسای مدفون»)، غسل تعمیدخانه، نمازخانه گوسپودف دول، کلیسای تئودور مقدس («کلیسای ویران‌شده») و کلیسای اصلی هستند. نقاشی‌های دیواری قرن چهاردهم در کلیسای اصلی احتمالاً مشهورترین آثار ایوانووو هستند و به‌عنوان نمونه‌هایی شاخص از هنر دودمان پالایولوگی شناخته می‌شوند.
علاوه بر این، کتیبه‌های بسیاری از قرون گذشته در این مجموعه باقی مانده است، از جمله کتیبه معروف راهب ایوو گراماتیک که در سال‌های ۱۳۰۸–۱۳۰۹ حکاکی شده است.